# Antoine Rapp
Pour les articles homonymes, voir Rapp.
Antoine Rapp est prieur et gouverneur de Lièpvre, cité entre 1469 et 1473. Durant son règne éclate un litige entre le chastelain de Zuckmental et lui au sujet des dîmes. L'affaire est prise en main par Henri de Rathsamhausen, protecteur du couvent de Lièpvre qui publie en 1473 une lettre pour régler le conflit qui existe entre le prieur du Val représenté par Jean Dohan nommé par le Sire de Hattstatt et Jean Martin chastelain de Zuckmentel.

## Sources
- Archives de Meurthe et Moselle B-952, n°10, G 393,G 397 et Albrecht: Rappolstainischen Urkundenbuch, tome IV, p.503 et tome V, page 416